# قلعه انجیر دهلران
قلعه انجیر یا به زبان محلی قلانجیر در ۵۰ کیلومتری شمال‌شرقی شهر دهلران و در بالای ارتفاعات کوههای روستای هدف گردشگری بیشه دراز مرکز دهستان اناران واقع شده است.این قلعه در دوران ساسانیان ساخته شده ومصالح بکار رفته در آن سنگ،گچ،ساروچ وخاک می باشد.